# Je ne suis pas un espion
Pour plus de détails, voir Fiche technique et Distribution.
Je ne suis pas un espion (Three Brave Men) est un film américain réalisé par Philip Dunne et sorti en 1956

## Fiche technique
- Titre : Je ne suis pas un espion
- Titre original : Three Brave Men
- Réalisation : Philip Dunne
- Scénario : Philip Dunne, d'après Anthony Lewis
- Musique : Hans S. Salter
- Direction artistique : Mark-Lee Kirk Lyle R. Wheeler
- Décors : Chester Bayhi Walter M. Scott
- Costumes : Adele Balkan
- Photographie : Charles G. Clarke
- Son : Alfred Bruzlin Harry M. Leonard
- Montage : David Bretherton
- Production : Herbert B. Swope
- Société(s) de production : Twentieth Century Fox
- Pays de production :  États-Unis
- Langue originale : [en]
- Genre : [drame]
- Durée : 88 minutes
- Dates de sortie :
  - France : 16 aout 1957
- Classification (facult.)

## Distribution
- Ray Milland : Joe DiMarco
- Ernest Borgnine : Bernard F. Goldsmith
- Frank Lovejoy : Captain Amos Winfield
- Nina Foch : Lt Mary Jane McCoy
- Dean Jagger : John W. Rogers
- Joseph Wiseman : Jim Barron
- Andrew Duggan : Pastor Stephen Browning
- Richard Anderson : Lt Bill Horton